# Myelodysplastický syndrom

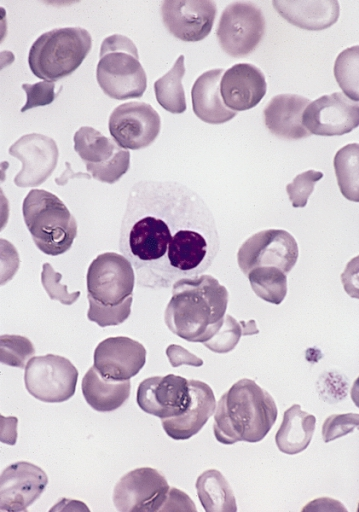
Krevní stěr osoby s myelodysplastickým syndromem vykazuje hypogranulární neutrofilní granulocyt s pseudo Pelger–Huëtovým jádrem. Je vidět též abnormálně tvarované červené krvinky, což je zčásti způsobeno odebráním sleziny.

Myelodysplastický syndrom neboli MDS je onemocnění krvetvorby způsobené mutací kmenové krvetvorné buňky, která vede k tvorbě patologického klonu buněk jedné nebo více krevních řad. Jde tedy o „klonální onemocnění kostní dřeně“. Ačkoli se jedná převážně o onemocnění starších lidí, může postihnout i mladší jedince.
V periferní krvi dochází k pancytopenii neboli k současnému poklesu počtu všech typů krevních buněk, tedy červených a bílých krvinek a krevních destiček. Naopak kostní dřeň má normální nebo nadměrný počet buněk se známkami dysplazie. Zhruba v 10 % případů může mít i snížený počet buněk a je pak obtížně rozlišitelná od aplastické anémie, což je „chudokrevnost, která má původ v nedostatečné tvorbě krvinek v kostní dřeni“. V pozdní fázi může MDS přejít do akutní myeloidní leukemie. Incidence je 4,5 nemocných na 100 tisíc obyvatel, výskyt nemocných stoupá u osob nad 60 let.

## Příčiny
Příčiny vzniku MDS nejsou zcela objasněny. Je možné, že zde hrají roli chemické látky (např. po předchozí chemoterapii) nebo záření. Na jeho vzniku se může podílet i patologické působení viru, toxinu či expozice mutagenu, jejichž následkem dojde k mutaci kmenové krvetvorné buňky a zároveň i k defektní imunitní odpovědi, která vede k apoptóze neboli programované buněčné smrti zralejších forem krvetvorby.

## Příznaky
- Chudokrevnost neboli anémie: únava, bledost, dušnost
- Leukocytopenie, tj. pokles počtu bílých krvinek v krvi
- Trombocytopenie, tj. snížené množství trombocytů (krevních destiček), a tedy krvácivé projevy

## Laboratorní nález
V periferní krvi je různě vyjádřena cytopenie neboli malý počet buněk (jedné nebo více krevních řad), v pozdějších fázích dochází k vyplavení blastů, tedy nezralých krvinek do periferní krve. V kostní dřeni jsou buňky morfologicky a dysplasticky změněné, jsou známky buněčného vyzrávání (blasty) a sideroblasty.

## Klasifikace dle WHO
- Refrakterní cytopenie s dysplazií jedné řady RCUD
  - refrakterní anémie – RA
  - refrakterní neutropenie – RN
  - refrakterní trombocytopenie – RT

- Refrakterní anémie s prstenčitými sideroblasty – RARS
- Refrakterní cytopenie s dysplazií ve více řadách – RCMD
- Refrakterní anémie s nadbytkem blastů 1 – RAEB-1
- Refrakterní anémie s nadbytkem blastů 2 – RAEB-2
- MDS neklasifikovaný – MDS-U
- MDS s izolovanou delecí 5q

## Léčba
- podpůrná léčba: transfuze erytrocytů, trombocytů, podávání vitaminu B, chelatačních látek
- látky inhibující apoptózu: růstové faktory (erytropoetin, G-SCF)
- imunosupresivní a imunomodulační látky: kortikosteroidy + cyklosporin A, lenalidomid
- hypometylační látky – 5-azacytidin, decitabin
- chemoterapie
  - refrakterní monoterapie – hydroxyurea, etoposid
  - refrakterní kombinovaná – anthracykliny + cytosin
- allogenní transplantace krvetvorných buněk[5]

## Prognóza
Prognóza u pacientů s MDS je variabilní. Negativními prognostickými faktory jsou vysoký počet cirkulujících blastů (nemocní s více než 20 % blastů jsou řazeni k AML), dysplazie všech tří řad, komplexní změny karyotypu a abnormality 7. chromosomu. Nejčastějšími příčinami morbidity a mortality u pacientů s MDS jsou: přechod do AML, těžká neutropenie nebo trombocytopenie, nadbytek železa a kardiologické onemocnění. Průměrná doba přežití je 2 roky.